# ちゅうちゅうたこかいな
『ちゅうちゅうたこかいな』とは、2個単位で数を数える数え歌の一種である。

## 概要
2個単位で数える数え歌であり、「ちゅう・ちゅう・たこ・かい・な」が「2・4・6・8・10」に相当する。なお、この数え方は地域によって微妙に異なり、「ちゅう・ちゅう・たあ・かいの・とう」（京都）、「ちゅう・ちゅう・たま・かいの、じゅう」（大阪）などがある。
初出は不明だが、江戸時代には使用されていたことが確認されており、怪談『牡丹灯籠』が演じられる際にも用いられることがある。秘語の意味もある。

## 由来
由来には複数の説が存在する。

### 「双六用語の重二」+「蛸の足」説
この説は、毎日新聞の1951年（昭和26年）8月29日に掲載されている。
この説によると、「ちゅう」の語源は平安時代の「重二（ぢゅうに）」まで遡る。「重二」とは、平安時代に流行っていた双六で用いられていた用語で、2のゾロ目のことであった。その後、読みは清音化されて「ちゅうに」「ちゅう」と変化したと言われている。
「ちゅう」が2ゾロで4、「ちゅうちゅう」で4+4=8であり、これに8の代表例である蛸の足とを掛けたとする説である。なお、先の新聞には掲載されていないが、「かいな」とは上腕部を意味する古語であり、「たこ・かいな」を合わせて「蛸の足」とする派生解釈も存在する。

### 「二の重なり」+「蛸」+「2を加える」説
この説は、江戸の俗語を多数取り上げている『俚言集覧』などに由来する。
この説で、上の書の中で、『童謡集』の「ちうじ、ちうじ、たこのくわいが十ッ丁」を指して「重二重二タコを加へて十」と解釈していることを根拠としている。「重二」は双六用語とは無関係に単に2が重なること、「たこ」は前項と同じ解釈とし、「かいな」の部分を「（これまで重ねてきた）2を加える」とする解釈である。